# BYOB (ミュージシャン)
BYOB（1988年 - ）は、イングランドのミュージシャン。オルタナティヴ、エレクトロニカ、ダブステップの分野で活動。ローデッド・レコーズと契約している。

## 業績
彼の初リリースは2009年末のトラック『Prescription』であり、無料ダウンロード方式およびスティーヴ・グラシア監督によるビデオ作品で公開された。
2010年1月上旬、初の正式シングル『Best Shoes』がリリースされた。これはケミスツとロバート・マーローによるリミックス作品であった。このトラックは2009年12月にBBCラジオ1にて、ファーン・コットンが司会する番組『Music Generator』の中で初公開された。『Best Shoes』は2009年12月にロンドンのO2で開催されたジングル・ベル・ボールにおいて、レディー・ガガがステージショーの音楽として使用した。
BYOBのセカンドシングルはJ・マジックおよびウィッカマンとコラボレーションした作品『Save My Life』であった。この作品は後に両ディスクジョッキーのアルバムにもフィーチャーされた。
BYOBは現在、ファットボーイ・スリムおよびフリーメイソンズともコラボレーションしている。
彼のデビューアルバム『Everything In Moderation』は2010年10月25日にリリースされ、高レビューを獲得した。

## 生い立ち
1988年にサリー州のソーントン・ヒースで誕生。ロンドンのクロイドンに住所を置き暮らしている。